# والتر کیاری
والتر کیاری (انگلیسی: Walter Chiari؛ ‏ ۲ مارس ۱۹۲۴ – ۲۰ دسامبر ۱۹۹۱) بازیگر و مجری تلویزیون اهل ایتالیا بود. 
از فیلم‌هایی که وی در آن نقش داشته است، می‌توان به عشق است که مرا پیش می‌برد، من، من، من… و دیگران، ناقوس‌های نیمه‌شب، بیا درباره زنها حرف بزنیم، نامزد، در پاسگاه پلیس رخ داد، زیباترین زوج جهان، چه شریرند مردان!، عشق به سبک ایتالیایی و هیجان اشاره کرد.